# 신대방동
신대방동(新大方洞)은 서울시 동작구에 위치하고 있으며, 행정동으로는 신대방1동, 신대방2동으로 나뉘어 있다.

## 개요
신대방동은 동작구 서남단에 위치하고 있으면서 영등포구, 관악구, 구로구와 접하고, 수도권(안양, 광명) 주민의 서울시 진출입 관문으로 일반주택과 아파트가 혼재된 지역이다.

## 연혁
- 삼국시대 잉벌노현(仍伐奴縣)
- 통일신라시대 곡양현(穀壤縣)
- 고려시대 금주현(衿州縣)
- 조선초기 경기도 금천현 하북면(京畿道 衿川縣 下北面)
- 조선말기 경기도 시흥현 하북면 우와피리(京畿道 始興縣 下北面 牛臥陂里)
- 1914년 경기도 시흥군 북면 번대방리(京畿道 始興縣 北面 番大方里)
- 1936년 경기도 시흥군 동면 번대방리(京畿道 始興縣 東面 番大方里)
- 1949년 서울특별시 영등포구 번대방리(永登浦區 番大方里)
- 1950년 서울특별시 영등포구 신대방동(永登浦區 新大方洞)
- 1973년 서울특별시 관악구 신대방동(冠岳區 新大方洞)
- 1980년 서울특별시 동작구 신대방동(銅雀區 新大方洞)

## 교육
- 서울보라매초등학교
- 문창초등학교
- 대방중학교
- 문창중학교
- 수도여자고등학교
- 서울성경신학대학원대학교

## 문화재
- 서울 구 공군사관학교 교회 - 등록문화재 제744호

## 교통
- ● 서울 지하철 2호선
  - 신대방역
- ● 서울 지하철 7호선
  - 신대방삼거리역

## 아파트
| 단지명              | 건설사   | 시행사                          | 주소                     | 입주       | 비고              |
| ------------------- | -------- | ------------------------------- | ------------------------ | ---------- | ----------------- |
| 보라매 롯데낙천대   | 롯데건설 | 신생아파트 재건축조합           | 동작구 여의대방로10길 38 | 2003년 6월 | 신대방신생 재건축 |
| 신대방 경남교수     | 경남기업 | 신대방교수아파트단지 재건축조합 |                          |            | 경남교수 재건축   |
| 신대방 경남아너스빌 | 경남기업 | 무림아파트 재건축조합           |                          |            | 신대방무림 재건축 |